# نادین گوردیمر
نادین گوردیمر (به انگلیسی: Nadine Gordimer) (زاده ۲۰ نوامبر ۱۹۲۳ - درگذشته ۱۳ ژوئیه ۲۰۱۴) نویسنده و فعال سیاسی اهل آفریقای جنوبی بود که در سال ۱۹۹۱ برنده جایزه نوبل ادبیات شد. این نویسنده که یکی از چهره‌های سرشناس ادبیات جهان علیه آپارتاید بود.
گوردیمر در اکثر آثارش به مفاهیم اجتماعی و سیاسی به‌ویژه مسئلهٔ آپارتاید پرداخته و حتی در زمان برقراری آن رژیم، یکی از اعضای کنگره ملی آفریقا بود. برخی از آثار او مانند خانواده ژوئیه نیز در شمار آثار ممنوعه قرار داشته‌است. نادین گوردیمر در مجموع ۱۵ رمان، بیش از ۲۰۰ داستان کوتاه و نوشته‌های پژوهشی بی‌شمار از خود به جای گذاشته‌است.

## زندگی
گوردیمر در شهر کوچک اسپرینگز در ۵۰ کیلومتری ژوهانسبورگ از والدینی یهودی و مهاجر زاده شد. پدرش ساعت‌سازی از لیتوانی و مادرش اهل لندن بود. علاقه‌مندی او به نابرابری نژادی و اقتصادی تا حدی از والدینش نشأت گرفته بود. تجربهٔ پدرش به عنوان یک پناهندهٔ یهودی در روسیهٔ تزاری به شکل‌گیری هویت سیاسی نادین کمک کرد، با این که پدرش فعالیت خاصی در رابطه با سیاهان تحت جور رژیم آپارتاید نداشت. در عوض مادرش در مقابله با فقر و تبعیضی که سیاهان با آن مواجه بودند، دست به اقداماتی همچون تأسیس کودکستان برای کودکان سیاه‌پوست زد. او تجربه‌ای دست اول نیز از سرکوبی دولتی داشت، وقتی که پلیس برای ضبط نامه‌ها و یادداشت‌های روزانهٔ یک خدمت‌کار به خانه‌شان هجوم آورد.
گوردیمر نوشتن را بسیار زود آغاز کرد و اولین داستان‌هایش را در سال ۱۹۳۷ در ۱۵ سالگی منتشر کرد. در سال ۱۹۴۹ نخستین مجموعه داستان کوتاه خود را منتشر نمود.
او که از اعضای ارشد کنگره ملی آفریقا بود، سال‌ها برای آزادی نلسون ماندلا (که بعدها از دوستان نزدیک هم شدند) تلاش کرد. وی در آخرین اثرش «هیچ زمانی مثل امروز» که در سال ۲۰۱۲ منتشر شد نیز از درد و رنج مردمی گفت که با وجود پایان یافتن آپارتاید، هنوز در فقر و بدبختی زندگی می‌کنند. او بعدها یکی از فعالان جنبش ضد ایدز شد و با گروه «پیکار برای درمان ایدز» به جمع‌آوری کمک مالی و فشار بر دولت آفریقای جنوبی برای درمان رایگان مبتلایان به این بیماری همت گماشت.
به گفته خانواده اش پس از بیماری کوتاهی در ۱۳ ژوئیه ۲۰۱۴ در ۹۰ سالگی در خانه‌اش در ژوهانسبورگ درگذشت.

## جایزه‌ها
او در سال ۱۹۷۴ برای رمان «محافظه کار» برنده جایزه بوکر شد و در سال ۱۹۹۱ برنده جایزه نوبل ادبیات شد.

## نوشته‌ها

### رمان‌ها
- روزهای فریبنده (۱۹۵۳)
- سرزمین بیگانگان (۱۹۵۸)
- فرصتی برای دوست داشتن (۱۹۶۳)
- آخرین دنیای بورژوازی (۱۹۶۶)
- محافظه کار (۱۹۷۴) برنده مشترک جایزه بوکر در سال ۱۹۷۴
- دختر برگر (۱۹۷۹)
- خانواده ژوئیه (۱۹۸۱)
- شوخی طبیعت (۱۹۸۷)
- سرگذشت پسرم (۱۹۹۰)
- هیچ‌کس همراهم نیست (۱۹۹۴)

### مجموعه داستان‌های کوتاه
- شش فوت از دهکده (۱۹۵۶)
- جا پاهای جمعه (۱۹۶۰)
- داستان برگزیده (۱۹۷۵)